# アムステルダム性博物館
アムステルダム性博物館（アムステルダムせいはくぶつかん、オランダ語：Venustempel、英語：Sexmuseum Amsterdam、Sexmuseum、The Temple of Venus）は、オランダのアムステルダムにある性に関する博物館。
1985年開館。2015年の来館者数は675,000人であり、オランダで最も訪問者数の多い博物館の1つである。

## 展示内容
この博物館には、絵や記録、写真、絵画、工芸品などの幅広いコレクションがあり、来館者は時代を超えて人間の性の進化を探ることができる。
展示では、セックスの歴史と、それが何世紀にもわたってどのように進化してきたかを紹介している。例えば、クレオパトラの男性連隊から、ローマ人の飽くなき性への欲求、抑圧的な中世まで、歴史的な文明の中でセックスがどのように捉えられていたかを解説している。

### 参考
- Sexmuseum Amsterdam Archived 2018-04-04 at the Wayback Machine.